# Dennis Sullivan
Dennis Parnell Sullivan (n. 12 de febrero de 1941) es un matemático estadounidense. Es conocido por su trabajo en topología, tanto algebraica como geométrica, y sistemas dinámicos. En 2010 ganó el Premio Wolf en matemática junto con Shing-Tung Yau. En 2022 ganó el Premio Abel.

## Primeros años y educación
Sullivan nació en Port Huron, Michigan, 12 de febrero de 1941. Poco después su familia se mudó a Houston.
Ingresó a la universidad Rice para estudiar ingeniería química, pero en su segundo año cambió su especialización a matemáticas después de encontrar un teorema matemático particularmente motivador. El cambio estuvo motivado por un caso especial del teorema de uniformización, según sus propias palabras: 
Cualquier superficie topológicamente como un globo, y sin importar la forma (un plátano o la estatura de David de Miguel Ángel) podría colocarse sobre una esfera perfectamente redonda para que el estiramiento o compresión requerido en todos y cada uno de los puntos sea el mismo en todas las direcciones de esos puntos.
Recibió su título de licenciado en Artes de Rice en 1963. Obtuvo su doctorado en Filosofía de la Universidad de Princeton en 1966 con su tesis, Triangulación de equivalentes homotéticas, bajo la supervisión de William Browder.

## Profesión
Sullivan Trabajó en la Universidad de Warwick con una beca de la OTAN de 1966 a 1967. Fue investigador Miller en la Universidad de California, Berkeley de 1967 a 1969 y luego compañero de Sloan en el Instituto Tecnológico de Massachusetts de 1969 a 1973. Fue erudito visitante en el Instituto de Estudios Avanzados en 1967-1968, 1968-1970 y nuevamente en 1975.
Sullivan fue profesor asociado en la Universidad Paris-Sud de 1973 a 1974, y luego se convirtió en profesor permanente en el Institut des Hautes Études Scientifiques (IHÉS) en 1974. En 1981, se convirtió en la Cátedra Albert Einstein de Ciencias (Matemáticas) en el Graduate Center, City University of New York y redujo sus deberes en el IHÉS a un nombramiento de medio tiempo. Se unió a la facultad de matemáticas de la Universidad de Stony Brook en 1996 y dejó el IHÉS al año siguiente.
Sullivan participó en la fundación del Centro Simons de Geometría y Física y es miembro de su consejo de administración.